# Thomas Speed
Thomas Speed (25 de octubre de 1768 – 20 de febrero de 1842) fue un Representante de los EE.UU de Kentucky.
Nacido en el condado de Charlotte, Virginia, Speed fue enseñado por su padre, Thomas Spencer Speed. Se mudó con sus padres a Kentucky en 1782. Trabajó en la oficina del secretario de la corte general. Se dedicó a actividades mercantiles en Danville y Bardstown en 1790. También participó en actividades agrícolas. Se desempeñó como secretario de los tribunales de circuito Bullitt y Nelson y como mayor de Voluntarios en la Guerra de 1812.
Speed fue elegido demócrata republicano en el decimoquinto congreso (4 de marzo de 1817 - 3 de marzo de 1819). Fue un candidato fracasado para la reelección. Reanudó sus actividades agrícolas. También contribuyó con artículos al National Intelligencer, Washington, D.C .. Sirvió como miembro de la Casa Estatal de Representantes en 1821, 1822 y de nuevo en 1840. Fue miembro del Partido Whig cuando fue organizado. Murió en su granja, cerca de Bardstown, Kentucky, el 20 de febrero de 1842. Fue enterrado en su granja, "Cottage Grove", cerca de Bardstown, Kentucky. Speed fue uno de los mejores amigos de Lincolns. Se casó dos veces. Con su primera esposa, Sarah Whitney Sparhawk, tuvo dos hijos: William O. Speed y Thomas Speed.